# Lisa Lopes
Lisa Nicole Lopes (ur. 27 maja 1971 w Filadelfii, zm. 25 kwietnia 2002 w La Ceiba) lepiej znana jako Left Eye – amerykańska raperka, autorka tekstów piosenek, była członkiem popularnej grupy R&B – TLC oraz prezenterka programu MTV Cut.

## Dzieciństwo
Lisa była najstarszą córką Wandy D. Lopes oraz Ronalda E. Lopes. Miała dwójkę rodzeństwa: siostrę Reigndrop oraz brata Ronalda.
Ojciec Lisy pracował w wojsku, z czego wynikał jego trudny charakter. W dokumencie Last Days of Left Eye raperka wspominała o przemocy psychicznej, którą stosował. Pomimo tego, to właśnie Ronald Lopes był natchnieniem dla Lisy w sprawach muzyki. Nauczył ją grać na pianinie już w wieku 5 lat. Jako nastolatka spędzała czas uczestnicząc w lokalnych konkursach muzycznych lub projektując ubrania. Despotyczny ojciec był także przyczyną alkoholowych problemów Lisy, dlatego już w wieku 17 lat postanowiła opuścić dom rodzinny na stałe.

## Początki kariery
We wczesnych początkach swojej kariery Left Eye zajmowała się modelingiem i tańcem. Wystąpiła w teledysku piosenkarza Lorenzo „Angel”.

## TLC
W roku 1991 dołączyła do grupy 2nd Nature, której członkiniami były także Crystal Jones i Tionne „T-Boz” Watkins. Po odejściu Crystal zastąpiono ją tancerką Rozondą „Chilli” Thomas. Ich menedżerką została Perri „Pebbles” McKissack Reid i z pomocą Dallasa Austina dziewczyny podpisały kontrakt z wytwórnia LaFace już jako trio TLC. Jej charakterystycznymi atrybutami były wielkie, kolorowe czapki oraz prezerwatywy, zasłaniające lewe oko. Związane było to z kampanią promującą bezpieczny seks
25 lutego 1992 TLC wydało swój debiutancki album Ooooooohhh... On the TLC Tip. Ich muzyka była porównywana była do stylu New Jack Swing, mieszkanki R&B, hip-hopu i funku. Single Ain't 2 Proud 2 Beg, Baby Baby Baby, What About Your Friends, Hat 2 Da Back sprawiły, że album sprzedał się w nakładzie 10 mln na całym świecie.
Lisa „Left Eye” Lopes wraz z Dallas Austin była autorką większości tekstów na płycie.
Po około dziesięciu latach ogromnego sukcesu trzech albumów TLC między dziewczynami doszło do spięć. Lisa wysłała oświadczenie do magazynu Vibe, w którym napisała „Nie mogę popierać w 100% wszystkich projektów TLC”. W odpowiedzi na tę wiadomość Rozonda oraz Tionne oskarżyły Lisę o „brak szacunku dla grupy” i „przejmowanie się tylko sobą”.

## Supernova
W 2001 roku Lisa Lopes wydała solowy album zatytułowany Supernova. Przed śmiercią ukazał się tylko jeden jej singel – The Block Party, choć artystka pamiętana jest także z duetu z Melanie C przy utworze Never Be the Same Again.
Lisa, przez kilkadziesiąt dni przed śmiercią, prowadziła filmową dokumentację swojego życia. Z otrzymanego materiału filmowego, po śmierci piosenkarki, wyprodukowano film zatytułowany The Last Days of Left Eye (Ostatnie dni Left Eye).
W styczniu 2009 ukazał się pierwszy pośmiertny album zatytułowany Eye Legacy, zawierający nowe remiksy piosenek z Supernovy, jak również nowe, wcześniej niepublikowane utwory.

## Śmierć
25 kwietnia 2002 poniosła śmierć w wypadku samochodowym. Podróżowała po Hondurasie, podczas misji charytatywnej swojej organizacji. Nie jechała sama. Jej znajome, jadące jako pasażerki, również ucierpiały w wypadku, ale żadna nie zginęła.

## Dyskografia
- Supernova (2001)
- Eye Legacy (2009)